# Base química da morfogênese

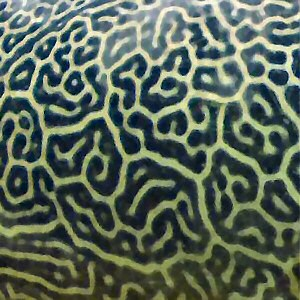
O artigo de Turing explicava como os padrões na natureza, como listras, manchas e espirais, como os do baiacu gigante, podem surgir naturalmente.

Base química da morfogênese foi um artigo escrito pelo matemático britânico Alan Turing em 1952 descrevendo a maneira pela qual padrões naturais como listras, manchas e espirais podem surgir naturalmente de um estado homogêneo e uniforme. A teoria, que pode ser chamada de teoria da morfogênese reação-difusão, serviu como um modelo básico na biologia teórica.